# Kwispel
Zowel het quistel  als de kwispel is een raadsel in spelvorm, waarbij een spelleider een situatie onvolledig beschrijft en de overige spelers door het stellen van enkel ja/neevragen moeten ontdekken wat de complete situatie is.  Bij kwispels is de situatie meestal een afloop, en is het aan de spelers het verhaal dat tot die afloop leidde te ontdekken.  Bij quistels is de situatie meestal een onwaarschijnlijk-klinkend verhaal, en dienen de spelers het gegeven te ontdekken dat maakt dat het verhaal toch redelijk is.

## Voorbeeld
Een bekende kwispel gaat als volgt:
Er ligt een man dood in een telefooncel.
Een mogelijke oplossing is:
De man had net een enorme vis gevangen, en meteen een vriend gebeld om zijn verhaal kwijt te kunnen.  Al bellend spreidde hij zijn armen om de grootte van de vis uit te beelden, sloeg door de ruiten van de telefooncel, liep slagaderlijke bloedingen op en stierf.
De kwispel is een recente loot aan het genre volksverhaal, waarschijnlijk ontstaan in de tweede helft van de 20e eeuw.
Sinds 2004 worden verzamelingen van kwispels als kaartspel onder de titel 'Black Stories' uitgegeven.  Ook bestaat er een Nederlandstalige kwispel-app

## Naamgeving en etymologie
De oorspronkelijke naam quistel (een verkleinvorm van quiz) kreeg in de jaren tachtig van de twintigste eeuw een nevenvorm kwispel - waarschijnlijk een volksetymologie, of mogelijk een samentrekking van kwis en spel (hoewel de uitspraak /kwispəl/ en niet /kwispɛl/ is).
Burger en Meder leiden 'quistel' weer tentatief af van het Duitse Quätsel, en komen aldus tot de volgende ontwikkeling:
Quätsel (Duits: quäl + Rätsel) → quistel (verkleinwoord van 'quiz') → kwispel (Nederlands: kwis + spel)
Tegenwoordig worden beide vormen naast elkaar gebruikt, soms als synoniemen, maar meestal met een betekenisonderscheid, waarbij quistels een Aha-erlebnis oproepen, en kwispels hele verhalen als oplossing hebben. 
|                    | Quistels | Kwispels                                                                         |
| ------------------ | --- | -------------------------------------------------------------------------------- |
| Omschrijving:      | Vaak een op zich compleet verhaal.                                                                                   | Vaak zeer kort en cryptisch, en de afloop van een verhaal aangevend.             |
| Antwoord:          | Normaliter kort, bestaand uit het element dat het gegeven in de omschrijving begrijpelijk en zelfs natuurlijk maakt. | Meestal een verhaal met een plotontwikkeling.                                    |
| Oplossingsmethode: | Lateraal denken: proberen het inzicht te krijgen.                                                                    | Stapsgewijs: proberen alle relevante elementen van de geschiedenis te ontdekken. |
| Inhoud:            | In het algemeen natuurlijk, eventueel op het laterale aspect na.                                                     | Veelal vergezocht, vaak morbide.                                                 |
| Oorsprong:         | Veelal een natuurlijke aanname (die in de quistel dan onterecht is).                                                 | Nogal eens een broodjeaapverhaal.                                                |

## Speelwijze
De spelregels voor quistels en kwispels zijn dezelfde.  De spelleider, die als enige het antwoord weet, beschrijft in een korte zin een situatie, en de anderen moeten door het stellen van ja/neevragen de onderliggende feiten proberen te ontdekken.  De vijf toegestane antwoorden zijn: ja, nee, weet ik niet, irrelevant en niet van toepassing.
- Weet ik niet mag enkel gezegd worden als de vraag wel relevant is, maar de spelleider het antwoord niet weet („Was de gevangen vis een snoek?” - als de spelleider niet weet of snoeken groot genoeg worden om dit ongeluk te veroorzaken.).
- Irrelevant mag enkel gezegd worden als het antwoord geen deel van de plot uitmaakt („Is de broek van de man in de telefooncel zwart”).
- Niet van toepassing of 'mu' (niets) mag enkel gezegd worden als de vraag een onjuiste vooronderstelling bevat („Kende het slachtoffer in de telefooncel zijn moordenaar?”)

Het spel kan in ronden (waarbij de anderen om de beurt een vraag mogen stellen) of informeel (waarbij iedereen die een idee heeft een vraag mag stellen) gespeeld worden.  Bij formeel spelen kan de speler die de beurt heeft passen, om de vaart in het spel te houden.

## Meer voorbeelden
| Quistels | Kwispels |
| --- | --- |
| Een man loopt een café binnen en vraagt een glaasje water. De kastelein grijpt een pistool van onder de tapkast en richt dat op de man. De man zegt: „Dank u” en verlaat het pand. Antwoord: de man had de hik. (De schrik van het pistool hielp hem er af.)                                                        | Een man stapt een exotisch restaurant binnen en bestelt een broodje albatros. Hij neemt een hap en pleegt zelfmoord. Antwoord: jaren geleden had de man een tijd met andere schipbreukelingen op een verder onbewoond eiland gezeten. De kapitein had hen daar „albatrosvlees” te eten gegeven - in werkelijkheid mensenvlees van de overledenen. Met de opening van het exotische restaurant heeft de man eindelijk de gelegenheid zijn twijfel te testen, en bij de eerste hap blijkt duidelijk dat wat hij indertijd had gegeten geen albatrosvlees was geweest. Met de wetenschap een kannibaal te zijn kan hij niet leven, en dus pleegt hij zelfmoord. |
| Een man neemt altijd de lift naar de 11e verdieping, en vandaar de trap naar de 20e. Enkel als het regent of als er meer mensen in de lift staan neemt hij de lift tot de 20e. Antwoord: De man is erg kort. (Hij kan zonder paraplu of hulp van anderen geen hogere knop dan die van de 11e verdieping indrukken.) | Een man zit in een trein en pleegt zelfmoord. Als hij in een rokerscoupé had gezeten zou hij nog geleefd hebben. Antwoord: de man was op weg terug naar huis, net ontslagen uit het ziekenhuis waar hij van blindheid was genezen. Toen de trein door een tunnel reed meende hij dat de operatie alsnog mislukt was, en pleegde zelfmoord. In een rokerscoupé zou hij de gloeiende puntjes van de sigaren en sigaretten gezien hebben, en hebben begrepen dat hij niet blind was. |

Het internet bevat uitgebreide collecties quistels en kwispels.